# Адіне-Масджед-е Паїн
Адіне-Масджед-е Паїн (перс. ادينه مسجدپايين) — село в Ірані, у дегестані Заліян, у бахші Заліян, шагрестані Шазанд остану Марказі. За даними перепису 2006 року, його населення становило 105 осіб, що проживали у складі 30 сімей.

## Клімат
Середня річна температура становить 10,43 °C, середня максимальна – 29,87 °C, а середня мінімальна – -12,50 °C. Середня річна кількість опадів – 287 мм.
| Клімат поселення                              | Клімат поселення | Клімат поселення | Клімат поселення | Клімат поселення | Клімат поселення | Клімат поселення | Клімат поселення | Клімат поселення | Клімат поселення | Клімат поселення | Клімат поселення | Клімат поселення | Клімат поселення |
| Показник                                      | Січ.             | Лют.             | Бер.             | Квіт.            | Трав.            | Черв.            | Лип.             | Серп.            | Вер.             | Жовт.            | Лист.            | Груд.            |                  |
| Середній максимум, °C                         | 5,05             | 7,28             | 11,16            | 17,93            | 23,18            | 28,07            | 29,68            | 29,87            | 24,83            | 18,58            | 11,89            | 6,59             |                  |
| Середня температура, °C                       | −3,73            | −1,48            | 2,38             | 9,16             | 14,40            | 19,30            | 23,61            | 23,80            | 18,79            | 12,51            | 5,82             | 0,52             |                  |
| Середній мінімум, °C                          | −12,5            | −10,26           | −6,39            | 0,39             | 5,64             | 10,53            | 17,55            | 17,75            | 12,72            | 6,47             | −0,22            | −5,54            |                  |
| Норма опадів, мм                              | 44               | 39               | 52               | 38               | 33               | 7                | 1                | 1                | 1                | 6                | 26               | 39               |                  |
| Середньомісячна швидкість вітру, м/с          | 1.28             | 2.35             | 2.77             | 2.74             | 2.48             | 2.32             | 2.29             | 2.21             | 2.20             | 1.96             | 1.90             | 1.25             |                  |
| Середньомісячна сонячна радіація, кДж/м²·день | 9485             | 12560            | 15224            | 18459            | 22458            | 27051            | 26025            | 24226            | 21415            | 16026            | 11212            | 9210             |                  |
| --------------------------------------------- | ---------------- | ---------------- | ---------------- | ---------------- | ---------------- | ---------------- | ---------------- | ---------------- | ---------------- | ---------------- | ---------------- | ---------------- | ---------------- |
| Джерело:                                      |                  |                  |                  |                  |                  |                  |                  |                  |                  |                  |                  |                  |                  |